# Лакей

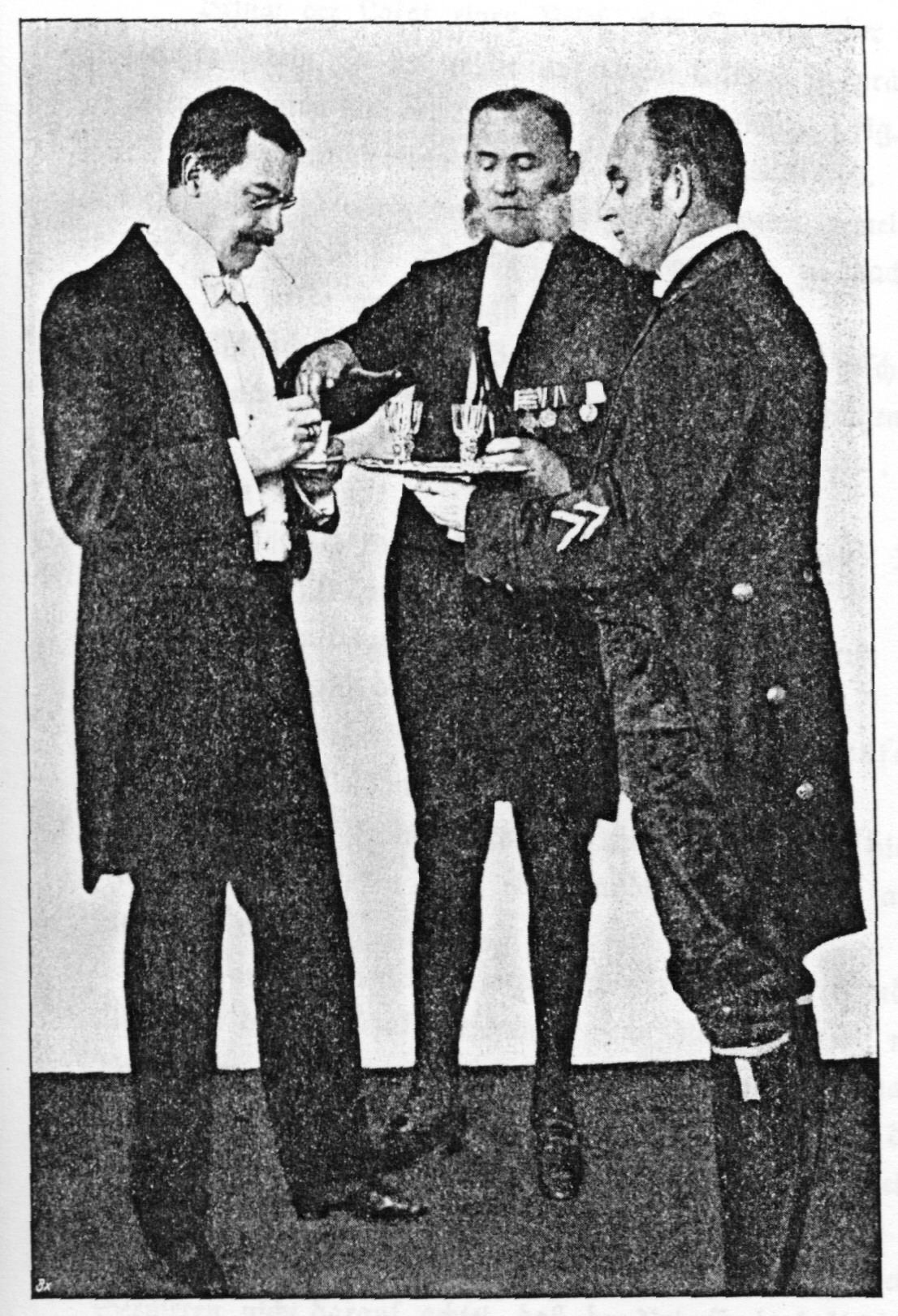
Камердинер (у центрі) і лакей (праворуч) подають вино. Ілюстрація з книжки Генріх XXVIII Рейсс Der korrekte Diener, Paul Parey Verlag, Berlin 1900; С. 21

Лаке́й (також льокай) (фр. laquais — «солдат», «слуга, прислуга») — слуга в домі господаря, шинку, готелі чи іншому публічному закладі.
Традиційним одягом лакеїв була ліврея. Старший лакей називався дворецьким.
У переносному сенсі слово «лакей» (а також «лакиза», «лакуза») означає «підлабузник».